# 地下音樂
地下音樂泛指所有不符合標準類型或未被分類，沒有被商品化，通常不會在主流媒體出現的音樂類型，特色是俱有高比例的原創性和實驗性。地下音樂會刻意不去迎合既有音樂類型、流行趨勢或大眾喜好，因此會被認為是特立獨行的，甚至是反文化的。
地下音樂會依附在、衍生出或建構成一種次文化，地下音樂的愛好者，往往不只是因為喜愛該種音樂風格，並且會喜愛或認同其共生的次文化，當發展到一定程度時，就會被分類命名。